# ازدواج یک چیز دیوانه‌وار است
ازدواج یک چیز دیوانه‌وار است (انگلیسی: Marriage Is a Crazy Thing؛ کره‌ای: 결혼은, 미친 짓이다) یک فیلم اروتیک محصول سال ۲۰۰۲ کره جنوبی به کارگردانی یو ها است. در این فیلم کام وو سونگ و اوم جونگ هوا ایفای نقش کردند. این فیلم در ۲۶ آوریل ۲۰۰۲ منتشر شد.

## بازیگران
- کام وو سونگ در نقش جون یونگ
- اوم جونگ هوا در نقش یون هی
- پارک وون سانگ در نقش کیو جین
- کانگ سو جونگ در نقش سه اون
- یون یه ری در نقش یو ری
- کیم کی چون در نقش عمو
- لی جو شیل در نقش مادر
- ریو هیون کیونگ در نقش دانش آموز پاره وقت

## جوایز
جوایز فیلم کره‌ای ۲۰۰۲
- بهترین بازیگر تازه‌کار مرد - کام وو سونگ

جوایز هنری بکسانگ ۲۰۰۳
- بهترین بازیگر زن - اوم جونگ هوا